# Seznam australských letadlových lodí
Seznam australských letadlových lodí zahrnuje všechny letadlové lodě, vrtulníkové výsadkové lodě a nosiče hydroplánů, které sloužily nebo slouží u Australského královského námořnictva.

## Seznam lodí
| Jméno                  | Obrázek | Typ                       | Třída    | Zahájení stavby    | Spuštění na vodu | Uvedení do služby  | Status   |
| ---------------------- | ------- | ------------------------- | -------- | ------------------ | ---------------- | ------------------ | -------- |
| HMAS Albatross         |         | Nosič hydroplánů          | -        | 16. dubna 1926     | 23. února 1928   | 23. ledna 1929     | vyřazena |
| HMAS Sydney (R17)      |         | Lehká letadlová loď       | Majestic | 19. dubna 1943     | 30. září 1944    | 16. prosince 1948  | vyřazena |
| HMAS Vengeance         |         | Lehká letadlová loď       | Colossus | 16. listopadu 1942 | 23. února 1944   | 13. listopadu 1952 | vyřazena |
| HMAS Melbourne (R21)   |         | Lehká letadlová loď       | Majestic | 15. dubna 1943     | 28. února 1945   | 28. října 1955     | vyřazena |
| HMAS Adelaide (LHD-01) |         | Vrtulníková výsadková loď | Canberra | 18. února 2011     | 4. července 2012 | 4. prosince 2015   | aktivní  |
| HMAS Canberra (LHD-02) |         | Vrtulníková výsadková loď | Canberra | 23. září 2009      | 17. února 2011   | 28. listopadu 2014 | aktivní  |